# Basiliano
Basiliano (furlanisch Basilian) ist eine Gemeinde in der Region Friaul-Julisch Venetien in Friaul, Italien mit 5139 Einwohnern (Stand 31. Dezember 2024). Die Gemeinde umfasst die Fraktionen Basagliapenta (Visepènte), Blessano (Blessàn), Orgnano (Orgnàn), Variano (Variàn), Villaorba (Vilevuàrbe) und Vissandone (Vissandòn).
Die Nachbargemeinden sind Campoformido, Codroipo, Fagagna, Lestizza, Martignacco, Mereto di Tomba, Pasian di Prato und Pozzuolo del Friuli.

## Söhne und Töchter der Gemeinde
- Bruno Pontisso (1925–1999), Radrennfahrer
- Omero Antonutti (1935–2019), Schauspieler und Synchronsprecher